# IGMP
IGMP (англ. Internet Group Management Protocol — протокол управления группами Интернета) — протокол управления групповой (multicast) передачей данных в сетях, основанных на протоколе IP. IGMP используется маршрутизаторами и IP-узлами для организации сетевых устройств в группы.
Этот протокол является частью спецификации групповой передачи пакетов в IP-сетях. IGMP расположен на сетевом уровне. Он во многом аналогичен ICMP для одноадресной передачи. IGMP может использоваться для поддержки потокового видео и онлайн-игр, для этих типов приложений он позволяет использовать сетевые ресурсы более эффективно. IGMP уязвим для некоторых атак, и брандмауэры обычно позволяют пользователю отключить этот протокол, если в нем нет необходимости.
IGMP используется только в сетях IPv4, так как в IPv6 групповая передача пакетов реализована через протокол Multicast Listener Discovery.

## Архитектура
Сеть, предоставляющая услуги групповой передачи данных (например видео) с использованием IGMP, может иметь следующую базовую архитектуру:
IGMP используется клиентским компьютером и соседними коммутаторами для соединения клиента и локального маршрутизатора, осуществляющего групповую передачу. Далее между локальным и удаленным маршрутизаторами используется протокол Protocol Independent Multicast (PIM), с его помощью групповой трафик направляется от видеосервера к многочисленным клиентам групповой передачи.

## Стандарты
Согласно Request for Comments (RFC), документу сообщества Internet Engineering Task Force (IETF), существует три версии IGMP. IGMPv1 определен в RFC 1112, IGMPv2 — в RFC 2236 и IGMPv3 — в RFC 3376.
Основным улучшением в IGMPv3 относительно IGMPv2 является поддержка фильтрации IP-адресов. С помощью этого механизма узел может сообщить, с каких адресов он хочет получать пакеты, а с каких нет.

## Реализация
Протокол IGMP реализован в виде серверной и клиентской частей, первая из которых выполняется на маршрутизаторе, вторая — в узле сети, получающем групповой трафик. Клиент посылает уведомление о принадлежности к какой-либо группе локальному маршрутизатору, в это время маршрутизатор находится в ожидании уведомлений и периодически рассылает клиентам запросы.
Операционные системы семейств BSD, Linux и Windows поддерживают клиентскую часть протокола. В системе Linux IGMPv3 был добавлен в версии ядра 2.5. Для FreeBSD IGMPv3 был добавлен в версии 8.0.
Для реализации серверной части IGMP в Linux используются демоны, например, mrouted может действовать как IGMP маршрутизатор. Существуют также целые программные комплексы (такие, как XORP), позволяющие превратить обычный компьютер в полнофункциональный маршрутизатор групповой передачи.
В OpenBSD поддержка IGMP в ядре изначально включает в себя базовую поддержку маршрутизации, а имеющиеся в составе ОС демоны mrouted и dvmrpd позволяют решать более сложные задачи (например, туннелирование multicast-трафика).

## Структура пакетов IGMPv3
Определена стандартом RFC 3376.

### Запрос принадлежности (Membership Query Message)
Запросы принадлежности рассылаются маршрутизаторами для того, чтобы для каждого узла определить его принадлежность к каким-либо группам (group membership state) и список источников информации, от которых данный узел хочет получать сообщения (reception state). Существует три типа таких запросов:
- Общие запросы (General Queries) — позволяют получить полную информацию для каждого из узлов. Маршрутизатор периодически рассылает эти запросы всем системам, подключенным к его сети.
- Запросы с указанием группы (Group-Specific Queries) — используются для определения состояния подписки для заданной группы узлов. Такие запросы рассылаются по соответствующему групповому адресу.
- Запросы с указанием группы и источника (Group-and-Source-Specific Queries) — позволяет для каждого узла заданной группы определить, какие сообщения из всех, посылаемых заданными источниками, этот узел хочет получать.

| Октет | 0                  | 1                  | 2                  | 3                  | 4                  | 5                  | 6                  | 7                  | 8                  | 9                  | 10                 | 11                 | 12                 | 13                 | 14                 | 15                 | 16                    | 17                    | 18                    | 19                    | 20                    | 21                    | 22                    | 23                    | 24                    | 25                    | 26                    | 27                    | 28                    | 29                    | 30                    | 31                    |
| ----- | ------------------ | ------------------ | ------------------ | ------------------ | ------------------ | ------------------ | ------------------ | ------------------ | ------------------ | ------------------ | ------------------ | ------------------ | ------------------ | ------------------ | ------------------ | ------------------ | --------------------- | --------------------- | --------------------- | --------------------- | --------------------- | --------------------- | --------------------- | --------------------- | --------------------- | --------------------- | --------------------- | --------------------- | --------------------- | --------------------- | --------------------- | --------------------- |
| 0—3   | Type = 0x11        | Type = 0x11        | Type = 0x11        | Type = 0x11        | Type = 0x11        | Type = 0x11        | Type = 0x11        | Type = 0x11        | Max Resp Code      | Max Resp Code      | Max Resp Code      | Max Resp Code      | Max Resp Code      | Max Resp Code      | Max Resp Code      | Max Resp Code      | Checksum              | Checksum              | Checksum              | Checksum              | Checksum              | Checksum              | Checksum              | Checksum              | Checksum              | Checksum              | Checksum              | Checksum              | Checksum              | Checksum              | Checksum              | Checksum              |
| 4—7   | Group Address      | Group Address      | Group Address      | Group Address      | Group Address      | Group Address      | Group Address      | Group Address      | Group Address      | Group Address      | Group Address      | Group Address      | Group Address      | Group Address      | Group Address      | Group Address      | Group Address         | Group Address         | Group Address         | Group Address         | Group Address         | Group Address         | Group Address         | Group Address         | Group Address         | Group Address         | Group Address         | Group Address         | Group Address         | Group Address         | Group Address         | Group Address         |
| 8—11  | Resv               | Resv               | Resv               | Resv               | S                  | QRV                | QRV                | QRV                | QQIC               | QQIC               | QQIC               | QQIC               | QQIC               | QQIC               | QQIC               | QQIC               | Number of Sources (N) | Number of Sources (N) | Number of Sources (N) | Number of Sources (N) | Number of Sources (N) | Number of Sources (N) | Number of Sources (N) | Number of Sources (N) | Number of Sources (N) | Number of Sources (N) | Number of Sources (N) | Number of Sources (N) | Number of Sources (N) | Number of Sources (N) | Number of Sources (N) | Number of Sources (N) |
| 12—15 | Source Address [1] | Source Address [1] | Source Address [1] | Source Address [1] | Source Address [1] | Source Address [1] | Source Address [1] | Source Address [1] | Source Address [1] | Source Address [1] | Source Address [1] | Source Address [1] | Source Address [1] | Source Address [1] | Source Address [1] | Source Address [1] | Source Address [1]    | Source Address [1]    | Source Address [1]    | Source Address [1]    | Source Address [1]    | Source Address [1]    | Source Address [1]    | Source Address [1]    | Source Address [1]    | Source Address [1]    | Source Address [1]    | Source Address [1]    | Source Address [1]    | Source Address [1]    | Source Address [1]    | Source Address [1]    |
| …     | …                  | …                  | …                  | …                  | …                  | …                  | …                  | …                  | …                  | …                  | …                  | …                  | …                  | …                  | …                  | …                  | …                     | …                     | …                     | …                     | …                     | …                     | …                     | …                     | …                     | …                     | …                     | …                     | …                     | …                     | …                     | …                     |
|       | Source Address [N] |                    |                    |                    |                    |                    |                    |                    |                    |                    |                    |                    |                    |                    |                    |                    |                       |                       |                       |                       |                       |                       |                       |                       |                       |                       |                       |                       |                       |                       |                       |                       |

- Код макс. ответа (Max Resp Code) — максимальное время (в 1/10 секунды) ожидания ответа, соответствующего данному запросу. Если значением является число, меньшее 128, оно используется напрямую. Если же значение больше или равно 128, оно интерпретируется как экспонента с мантиссой.
- Контрольная сумма (Checksum) — 16-битная контрольная сумма для всего IGMP-сообщения.
- Групповой адрес (Group Address) — групповой адрес, используемый в запросах с указанием группы. При общем запросе это поле устанавливается равным нулю.
- Resv — поле зарезервировано, его следует обнулять при посылке и игнорировать при получении.
- Флаг S (Прекратить серверную обработку, Suppress Router-side Processing) — установка этого флага указывает всем маршрутизаторам, получившим данное сообщение, прекратить обновления по таймеру.
- QRV (Переменная надежности запрашивающего, Querier’s Robustness Variable) — содержит переменную надежности (Robustness Variable), значение которой используется посылающим устройством. Маршрутизаторы должны обновлять их переменные надежности в соответствии с последним полученным запросом, пока это поле ненулевое.
- QQIC (Код интервала запроса, Querier’s Query Interval Code) — значение поля указывает интервал между запросами (Query Interval), используемый запрашивающим. Если значением является число, меньшее 128, оно используется напрямую. Если же значение больше или равно 128, оно интерпретируется как экспонента с мантиссой.
- Количество источников (Number of Sources, N) — определяет число адресов источников, присутствующих в этом запросе. Для общих запросов и запросов с указанием группы это значение равно нулю. Для запросов с указанием группы и источника это поле ненулевое, оно ограничено значением MTU сети.
- Адрес источника [i] (Source Address) — массив индивидуальных (не групповых) IP-адресов источников данных.

### Отчёт о принадлежности (Membership Report Message)
| Октет | 0                | 1                | 2                | 3                | 4                | 5                | 6                | 7                | 8                | 9                | 10               | 11               | 12               | 13               | 14               | 15               | 16                         | 17                         | 18                         | 19                         | 20                         | 21                         | 22                         | 23                         | 24                         | 25                         | 26                         | 27                         | 28                         | 29                         | 30                         | 31                         |
| ----- | ---------------- | ---------------- | ---------------- | ---------------- | ---------------- | ---------------- | ---------------- | ---------------- | ---------------- | ---------------- | ---------------- | ---------------- | ---------------- | ---------------- | ---------------- | ---------------- | -------------------------- | -------------------------- | -------------------------- | -------------------------- | -------------------------- | -------------------------- | -------------------------- | -------------------------- | -------------------------- | -------------------------- | -------------------------- | -------------------------- | -------------------------- | -------------------------- | -------------------------- | -------------------------- |
| 0—3   | Type = 0x22      | Type = 0x22      | Type = 0x22      | Type = 0x22      | Type = 0x22      | Type = 0x22      | Type = 0x22      | Type = 0x22      | Reserved         | Reserved         | Reserved         | Reserved         | Reserved         | Reserved         | Reserved         | Reserved         | Checksum                   | Checksum                   | Checksum                   | Checksum                   | Checksum                   | Checksum                   | Checksum                   | Checksum                   | Checksum                   | Checksum                   | Checksum                   | Checksum                   | Checksum                   | Checksum                   | Checksum                   | Checksum                   |
| 4—7   | Reserved         | Reserved         | Reserved         | Reserved         | Reserved         | Reserved         | Reserved         | Reserved         | Reserved         | Reserved         | Reserved         | Reserved         | Reserved         | Reserved         | Reserved         | Reserved         | Number of Group Record (M) | Number of Group Record (M) | Number of Group Record (M) | Number of Group Record (M) | Number of Group Record (M) | Number of Group Record (M) | Number of Group Record (M) | Number of Group Record (M) | Number of Group Record (M) | Number of Group Record (M) | Number of Group Record (M) | Number of Group Record (M) | Number of Group Record (M) | Number of Group Record (M) | Number of Group Record (M) | Number of Group Record (M) |
| 8—11  | Group Record [1] | Group Record [1] | Group Record [1] | Group Record [1] | Group Record [1] | Group Record [1] | Group Record [1] | Group Record [1] | Group Record [1] | Group Record [1] | Group Record [1] | Group Record [1] | Group Record [1] | Group Record [1] | Group Record [1] | Group Record [1] | Group Record [1]           | Group Record [1]           | Group Record [1]           | Group Record [1]           | Group Record [1]           | Group Record [1]           | Group Record [1]           | Group Record [1]           | Group Record [1]           | Group Record [1]           | Group Record [1]           | Group Record [1]           | Group Record [1]           | Group Record [1]           | Group Record [1]           | Group Record [1]           |
| …     | …                | …                | …                | …                | …                | …                | …                | …                | …                | …                | …                | …                | …                | …                | …                | …                | …                          | …                          | …                          | …                          | …                          | …                          | …                          | …                          | …                          | …                          | …                          | …                          | …                          | …                          | …                          | …                          |
|       | Group Record [M] |                  |                  |                  |                  |                  |                  |                  |                  |                  |                  |                  |                  |                  |                  |                  |                            |                            |                            |                            |                            |                            |                            |                            |                            |                            |                            |                            |                            |                            |                            |                            |

- Reserved — должно устанавливаться в ноль при передаче и игнорироваться при приёме;
- Number of Group Record — количество полей Group Record в сообщении;
- Group Record — блок полей, содержащий информацию о членстве отправителя в группе:

| 0                  | 1           | 2           | 3           | 4           | 5           | 6           | 7           | 8            | 9            | 10           | 11           | 12           | 13           | 14           | 15           | 16                    | 17                    | 18                    | 19                    | 20                    | 21                    | 22                    | 23                    | 24                    | 25                    | 26                    | 27                    | 28                    | 29                    | 30                    | 31                    |
| ------------------ | ----------- | ----------- | ----------- | ----------- | ----------- | ----------- | ----------- | ------------ | ------------ | ------------ | ------------ | ------------ | ------------ | ------------ | ------------ | --------------------- | --------------------- | --------------------- | --------------------- | --------------------- | --------------------- | --------------------- | --------------------- | --------------------- | --------------------- | --------------------- | --------------------- | --------------------- | --------------------- | --------------------- | --------------------- |
| Record Type        | Record Type | Record Type | Record Type | Record Type | Record Type | Record Type | Record Type | Aux Data Len | Aux Data Len | Aux Data Len | Aux Data Len | Aux Data Len | Aux Data Len | Aux Data Len | Aux Data Len | Number of Sources (N) | Number of Sources (N) | Number of Sources (N) | Number of Sources (N) | Number of Sources (N) | Number of Sources (N) | Number of Sources (N) | Number of Sources (N) | Number of Sources (N) | Number of Sources (N) | Number of Sources (N) | Number of Sources (N) | Number of Sources (N) | Number of Sources (N) | Number of Sources (N) | Number of Sources (N) |
| Multicast Address  |             |             |             |             |             |             |             |              |              |              |              |              |              |              |              |                       |                       |                       |                       |                       |                       |                       |                       |                       |                       |                       |                       |                       |                       |                       |                       |
| Source Address [1] |             |             |             |             |             |             |             |              |              |              |              |              |              |              |              |                       |                       |                       |                       |                       |                       |                       |                       |                       |                       |                       |                       |                       |                       |                       |                       |
| …                  |             |             |             |             |             |             |             |              |              |              |              |              |              |              |              |                       |                       |                       |                       |                       |                       |                       |                       |                       |                       |                       |                       |                       |                       |                       |                       |
| Source Address [N] |             |             |             |             |             |             |             |              |              |              |              |              |              |              |              |                       |                       |                       |                       |                       |                       |                       |                       |                       |                       |                       |                       |                       |                       |                       |                       |
| Auxilary Data      |             |             |             |             |             |             |             |              |              |              |              |              |              |              |              |                       |                       |                       |                       |                       |                       |                       |                       |                       |                       |                       |                       |                       |                       |                       |                       |

- Record Type — тип записи:
  - Текущее состояние — посылается в ответ на запрос, сообщает о текущем режиме фильтрации, относительно указанного группового адреса, принимает значения MODE_IS_INCLUDE и MODE_IS_EXCLUDE;
  - Изменение режима — посылается при изменении режима фильтрации, принимает значения CHANGE_TO_INCLUDE_MODE и CHANGE_TO_EXCLUDE_MODE;
  - Изменение списка источников — посылается при изменении списка источников без изменения режима фильтрации:
    - ALLOW_NEW_SOURCES — в режиме INCLUDE адреса добавляются к списку, в режиме EXCLUDE — удаляются из списка;
    - BLOCK_OLD_ SOURCES — в режиме EXCLUDE адреса добавляются к списку, в режиме INCLUDE — удаляются из списка.

- Aux Data Len — длина дополнительных данных в 32-битных словах.
- Number of Sources — количество адресов источников данных;
- Multicast Address — групповой адрес, к которому относится информация в записи;
- Source Address — массив индивидуальных IP-адресов источников данных;
-  Auxilary Data  — дополнительная информация, не должна использоваться в текущей версии протокола.

### Другие типы пакетов
| Тип  | Наименование                               | Описание                                                       |
| ---- | ------------------------------------------ | -------------------------------------------------------------- |
| 0x12 | Version 1 Membership report                | Должны поддерживаться для совместимости с предыдущими версиями |
| 0x16 | Version 2 Membership report                | Должны поддерживаться для совместимости с предыдущими версиями |
| 0x17 | Version 2 Leave Group                      | Должны поддерживаться для совместимости с предыдущими версиями |
| 0x13 | Distance Vector Multicast Routing Protocol | Экспериментальный протокол                                     |